# 卡布里岛 (歌曲)
《卡布里島》（英語：Isle of Capri）是一首流行音樂舞曲，威尔·格罗兹作曲，占美·甘迺迪填詞，1934年發行。歌名来自于意大利旅遊勝地卡普里岛。这首歌在全世界相当流行，被多次翻唱，有包括法文、日文、中文等不同语言的版本。著名歌手法蘭克·辛納屈也曾经录制过这首歌。